# Asylum (Moon Knight)
"Asylum" es el quinto episodio de la miniserie de televisión estadounidense Moon Knight, basada en Marvel Comics que presenta al personaje homónimo. Sigue a Marc Spector y Steven Grant mientras intentan dar sentido a su situación en un hospital psiquiátrico. El episodio está ambientado en el Universo Cinematográfico de Marvel (MCU), compartiendo continuidad con las películas de la franquicia. Fue escrito por Rebecca Kirsch y Matthew Orton y dirigido por Mohamed Diab.
Oscar Isaac protagoniza el episodio como Marc Spector y Steven Grant, junto a May Calamawy, Ann Akinjirin, David Ganly, Fernanda Andrade, Antonia Salib, Karim El-Hakim, Rey Lucas, F. Murray Abraham y Ethan Hawke. Diab se unió a la serie en octubre de 2020 para dirigir cuatro episodios. El rodaje tuvo lugar en los Estudios Origo de Budapest.
"Asylum" se estrenó en el servicio de transmisión Disney+ el 27 de abril de 2022. Los críticos destacaron el episodio por los giros de la trama, el peso emocional, la actuación de Isaac y su interpretación del trastorno de identidad disociativo (DID) de Spector y Grant.

## Trama
Después de pasar el susto inicial, Steven identifica a la mujer con cabeza de hipopótamo como la diosa egipcia Taweret, quien les explica a él y a Marc que están muertos y que el "hospital psiquiátrico" está en realidad dentro de un barco que navega por la Duat. Ella pesa sus corazones en la Balanza de la Justicia para determinar si se les permitirá ingresar al Campo de Juncos, y les aconseja que se ayuden mutuamente a descubrir los recuerdos ocultos que causan su desequilibrio. En un primer momento, llegan a un cuarto donde se encuentran las víctimas que Marc mató para Khonshu y luego, Grant ve un recuerdo del hermano menor de Spector, Randall, ahogándose mientras exploraba con él una cueva, llevando a la madre de Spector, Wendy, a echarle la culpa por ello, mientras que Spector le revela a Grant cómo se convirtió en el avatar de Khonshu después de cumplir una misión con su compañero Bushman, quien mató al padre de Layla y lo dejó malherido, siendo salvado por el dios. Spector y Grant convencen a Taweret para que les permita volver al mundo de los vivos para detener a Arthur Harrow, que ha liberado a Ammit, y ella dirige el barco hacia las Puertas de Osiris.
El "Dr. Harrow", una versión psiquiatra de Harrow, convence a Spector de que se abra por completo a Grant, y a través de un recuerdo, Spector explica a regañadientes que, sin saberlo, creó a Grant como resultado del abuso de su madre. Confesando que lo hizo para protegerlo de lo que vivió y que su madre murió hace 2 meses, justo cuando sus vidas se cruzaron, Grant y Spector se reconcilian, pero sus balanzas no logran equilibrarse, lo que provoca que espíritus hostiles los ataquen. Mientras los rechaza, Grant se cae del bote y es consumido por la Duat. La balanza se equilibra y Spector aparece en el Campo de Juncos.

## Producción

### Desarrollo
En agosto de 2019, Marvel Studios anunció que se estaba desarrollando una serie basada en Moon Knight para el servicio de transmisión Disney+. Para octubre de 2020, Mohamed Diab estaba listo para dirigir cuatro episodios, entre ellos el quinto episodio. Diab es productor ejecutivo junto con Kevin Feige, Louis D'Esposito, Victoria Alonso, Brad Winderbaum y Grant Curtis de Marvel Studios, la estrella Oscar Isaac y el escritor principal Jeremy Slater. El quinto episodio, titulado "Asylum",  fue escrito por Kirsch y Orton,  y fue lanzado en Disney+ el 27 de abril de 2022.

### Escritura
Durante el desarrollo de la serie, Slater siguió volviendo a un cartel que presentaba las diversas deidades egipcias y estaba fascinado con el hipopótamo Taweret. Una vez que determinó que ella sería incluida en la serie de alguna forma, saber que ella era la diosa que guiaba a las almas a través de la Duat ayudó a elaborar la historia de la mitad posterior de la serie y decidió matar a Marc Spector y Steven Grant.  El episodio muestra la historia de origen de Spector y Grant; muestra cómo Spector desarrolló el trastorno de identidad disociativo (DID), lo que llevó a la creación de la personalidad de Grant. Diab dijo que el mayor temor de Spector era la muerte de su hermano. Tanto Diab como Sarah Goher, productora consultora de la serie y esposa de Diab, querían que el episodio representara la lucha interna de Spector junto con su lucha con los dioses egipcios que interfieren en su vida. Goher explicó que los creativos querían ser respetuosos en la forma en que el equipo representaba el dolor, ya que no querían representar a la madre de Spector como una mala persona. Diab también explicó que el episodio fue un "punto de inflexión importante" en la serie, ya que tanto Spector como Grant comenzaron a trabajar juntos, y agregó que "Marc y Steven son una fracción de la misma persona. Pero sientes que Marc es el hermano mayor y ahí está esa dinámica".
Slater también escribió el episodio para girar en torno a Spector y Grant "reconciliando quiénes eran" y su "viaje interno en el transcurso de ese episodio". Como tal, sintió que no había necesidad de equilibrar el alma de Jake Lockley, otra identidad de Moon Knight, ya que Grant y Spector no estaban al tanto de su presencia. También sintió que Grant sería el que equilibraría la balanza al final porque "se da cuenta de que él es el protector del sistema, y él finalmente da un paso al frente y hace ese trabajo, y asume el manto de lo que siempre se supuso ser", mientras que Spector era consciente de quién era durante todo el episodio, y estaba "reprimiéndolo y retrasándolo" en todo momento.

### Casting
El episodio está protagonizado por Oscar Isaac como Marc Spector / Moon Knight y Steven Grant / Mr. Knight, May Calamawy como Layla El-Faouly, Ann Akinjirin como Bobbi Kennedy, David Ganly como Billy Fitzgerald, Fernanda Andrade como Wendy Spector, Antonia Salib como Taweret, Karim El-Hakim y F. Murray Abraham como el intérprete en el set y la voz de Khonshu, respectivamente, Rey Lucas como Elias Spector y Ethan Hawke como Arthur Harrow.   También aparecen Claudio Fabián Contreras como Randall Spector, Carlos Sánchez como un joven Spector y Grant, David Jake Rodríguez como un Spector adolescente y Usama Soliman como Abdallah El-Faouly.   

### Diseño
La secuencia de título principal de la serie fue diseñada por el estudio Perception.  Los créditos finales de cada episodio presentan una nueva fase de la luna, comenzando con una luna creciente en el primer episodio.

### Filmación y efectos visuales
El rodaje tuvo lugar en Origo Studios en Budapest,  con Diab dirigiendo,  y Gregory Middleton como director de fotografía. El hermano de Isaac, Michael Benjamin Hernández, actuó como doble junto a Isaac en las escenas con Spector y Grant, lo que ayudó a desarrollar una "atmósfera muy familiar y muy fraternal que se tradujo tanto en Marc como en Steven en la pantalla". Middleton usó tres cámaras para capturar escenas del pasado de Spector y quería asegurarse de que las "tomas siguieran funcionando". Para filmar la escena en la que Grant ve a Spector intentar salvar a su hermano en la cueva, el equipo de producción usó una cueva real para capturar la toma exterior. Para el interior, construyeron otra cueva y sumergieron a Isaac en un tanque controlado. El equipo creativo decidió mostrar lo menos posible, ya que sintieron que era mejor así. Middleton explicó que esto se hizo para "crear un estado de ánimo y hacer que pareciera apropiadamente oscuro. Es una sensación de misterio", mientras que Diab dijo: "Es un momento tan inquietante. Y luego no ves lo que sucede, pero ves las consecuencias. Me encanta la narración en ese [momento], los cortes y lo que dejas y lo que ves.
Los efectos visuales para el episodio fueron creados por Framestore, Method Studios, Zoic Studios, Base FX, Keep Me Posted, Crafty Apes, Mammal Studios y WetaFX.   Middleton usó oro, debido a su presencia en la mitología egipcia, para iluminar escenas con las Puertas de Osiris y el templo de Khonshu. También consultó con el equipo de previsualización, que creó animaciones generadas por computadora para los personajes de Taweret y trató de capturar la actuación de Salib tanto como pudo durante la filmación.

### Música
En el episodio aparece en su escena final la canción "Más Allá del Sol" de Manuel Bonilla.

## Marketing
Al igual que los dos primeros episodios, se presentó un código QR en el episodio, que al ser escaneado, permite a los espectadores acceder a una copia digital gratuita de Moon Knight vol. 1 #1. Después del lanzamiento del episodio, Marvel anunció productos inspirados en el episodio como parte de su promoción semanal "Marvel Must Haves" para cada episodio de la serie, incluida una estatua, ropa y accesorios de Moon Knight.

## Recepción

### Audiencia
Según Nielsen Media Research, que mide la cantidad de minutos vistos por el público de los Estados Unidos en los televisores, Moon Knight fue la tercera serie original más vista en los servicios de transmisión durante la semana del 25 de abril al 1 de mayo con 681 millones de minutos vistos, que fue un aumento del 8,1% con respecto a la semana anterior. Moon Knight fue la serie de transmisión más importante para los espectadores en los Estados Unidos durante la semana que finalizó el 1 de mayo según TV Time de Whip Media.

### Respuesta crítica
El sitio web del agregador de reseñas Rotten Tomatoes informa un índice de aprobación del 95% con una calificación promedio de 8.40/10, según 19 reseñas. El consenso crítico del sitio dice: "Moon Knight se vuelve hacia adentro con una entrega independiente que completa la historia de fondo del héroe mientras profundiza las apuestas emocionales de la temporada en general".
Kristen Howard de Den of Geek pensó que, si bien el episodio no "solucionó todos los problemas tonales y estructurales" de los episodios anteriores, ofreció al público una "rama de olivo" en forma de "cohesión esencial" que estaba "prácticamente ausente sin permiso". Howard pensó que su principal problema con Moon Knight era "[ser] invertido [ir]", y dijo que era un poco difícil abrazar a la mitad de un personaje ya que la serie se estaba enfocando en Grant hasta este episodio; e incluso un tercer personaje, notando la provocación en "The Friendly Type" de un tercer alter en Spector. Howard concluyó que el episodio se sintió como "un vaso largo y frío de agua" después de cuatro episodios y le otorgó 4.5 de 5 estrellas. Escribiendo para Collider, Maggie Boccella le dio al episodio una "A+", sintiéndolo como "una especie de terapia en cierto modo, el tipo de curación necesaria que todo gran héroe debe aceptar para ser la mejor versión de sí mismo". Ella pensó que, si bien el episodio carece de los "aspectos de aventura trotamundos" de los cuatro anteriores, es quizás uno de los episodios más importantes, "uniendo a Marc [Spector] y Steven [Grant] juntos" antes de que Grant sea consumido por la Duat. Boccella dijo que la idea de que Grant tuviera que "morir" para equilibrar la balanza de Spector se sentía como "una traición a todo hasta este punto"; Ella teorizó que podría haber un significado mucho más profundo para esto, señalando la historia de giros inesperados de Marvel Studios.
Matt Fowler de IGN le dio al episodio un 9 sobre 10, diciendo que no hubo muchos elementos revelatorios en el episodio, ya que mucho de él fue que Grant aprendió cosas que él y la audiencia ya habían dicho, pero elogió la "actuación as" de Isaac. y que fue "suficiente para llevar fácilmente el episodio alucinante y lleno de efectos". Fowler explicó además que la serie sentía que necesitaba un episodio completo sin apagones o un flashback extendido, diciendo que Moon Knight básicamente comenzó en el tercer acto de "una saga mucho más grande" y que había mucho del trastorno de identidad disociativo de Spector para explorar, y su origen e inicios como Moon Knight. Fowler concluyó que la serie tomó "un hermoso desvío" con el episodio, cubriendo hábilmente mucho terreno y respondiendo muchas preguntas sobre la vida de Marc Spector hasta la serie. Manuel Betancourt de The AV Club dijo que colocar a Spector y Grant en una sala psiquiátrica era "bastante ingenioso", y señaló que dado el interés de la serie en la salud mental y las formas en que las personas desarrollan mecanismos de afrontamiento para lidiar con lo que preferimos olvidar, fue "no sorprende que Moon Knight se convierta en un drama psicológico astillado al estilo de [Christopher] Nolan". Lo que funcionó mejor para Betancourt fue la forma en que la presunción de la sala de psiquiatría se mezcló con la mitología del peso del corazón y permitió que la serie uniera sus dos preocupaciones temáticas principales.

### Elogios
Isaac fue nombrado "Artista de la semana" por TVLine para la semana del 25 de abril de 2022 por su actuación en este episodio, junto con Michael Mando de Better Call Saul. El sitio elogió a Isaac por sus roles duales en "Asylum", especialmente con Isaac actuando junto a él durante la mayor parte del episodio mientras Spector y Grant "pasaban por una gama de emociones". Mientras el dúo revivía el recuerdo traumático de la muerte de Randall, el sitio sintió que Isaac podía usar su rostro y su voz para transmitir la urgencia cuando Grant le preguntó a Spector "¿por qué la recuerdas así?" al enterarse del maltrato que les propinaba su mamá. El sitio dijo que fue un "golpe de tripa" cuando Isaac apenas pudo pronunciar las palabras cuando Grant dijo "me inventaste" cuando se dio cuenta de que él no era el original después de todo. En la 74.ª edición de los Primetime Creative Arts Emmy Awards, Middleton fue nominado a Mejor fotografía por una serie o película limitada o de antología y Hesham Nazih fue nominado a Composición musical sobresaliente por una serie, película o especial limitado o de antología (partitura dramática original). 